# Poniky
Poniky jsou obec na Slovensku v okrese Banská Bystrica. Žije v nich přibližně 1 600 obyvatel.

## Název
Od první písemné zmínky až dodnes si Poniky zachovali svůj název. Odlišný byl jen pravopis, psaní měkkého či tvrdého „y“. V různých dokumentech z rozličných dob jsou to tyto varianty názvu obce: Ponik (1282), Ponyk (1284), Panyk (1358), Panyk libera (1424), Pojnik (1786) a nakonec Poniky (od roku 1920). Lid nazýval obec „Ponike“ nebo též „Pojnike“. Ve starých listinách se nejčastěji uvádí název „Ponyk“ (psáno též Ponijk). Na historické katastrální mapě se uvádí „Pöjnijk“ a později asi pomaďarštěný „Pónik“.

## Historie
V období mladší doby bronzové docházelo k osidlování blízkého okolí vesnice. Svědčí o tom archeologické naleziště Chochuľka nedaleko obce Hrochoť, které pochází z let 1200–1000 př. n. l. Dalším dokladem osídlována okolí Ponik je lokalita Baba nedaleko Ponickej Huty. Nacházejí se tam stopy neolitického sídliště s patrnými valy a zlomky keramiky.
Malá osada na území Ponik existovala na začátku 13. století. Byla však vypleněná tatarským vpádem. V roce 1282 se o tuto pustou osadu ucházel mistr Filip de Turchus. Král Ladislav IV. proto nařídil ostřihomské kapitule, aby zjistila skutečný stav území Ponik. Úlohou bylo zjistit, jestli tato zem patří celá králi a jestli jejím darováním neutrpí královské právo lovu a rybolovu. Závěr průzkumu byl známý ještě v roce 1282 a jeho výsledkem bylo zjištění, že zem nebo hora „Ponyk“ není vhodná k lovu ani rybolovu, a že celá ještě patří králi. Panovník potom 27. července 1284 zem zvanou „Ponyk“ věčným právem daroval mistru Filipovi de Turchus za zásluhy v bojích po boku krále proti českému] králi Přemyslovi Otakarovi II., při kterých dovedl významného zajatce a v bojích proti Kumánům, kdy zajal tři významné Kumány. Ještě v roce 1284 část darovaného území přenechal mistr Filip svému bratrovi Saulovi. Později tvořilo katastr Šalkové (dnes část Banské Bystrice). V roce 1302 bratři darovali část katastru Ponik Filipovu zeťovi Andrejovi. Poniky se staly východištěm další kolonizace kraje. K této skutečnosti přispělo ve objevení ložisek železa, mědi a zlata ve 14. století, které se těžilo až do roku 1571.